# Kri-kri
Kri-kri (latin: Capra aegagrus creticus) også kaldet Kretensisk Vildged og Agrimi tilhører Gedeantiloperne (Caprinae), der er en underfamilie til Bovidae-familien. Der er tale om et stort hovdyr, der er hjemmehørende i det østlige Middelhav. I dag findes arten kun på Kreta samt tre små øer ud for Kreta (Dia, Thodorou og Agii Pantes).
Molekylære analyser har vist, at en Kri-Kri ikke, som tidligere troet, er en decideret underart af vildgeden, men snarere en forvildet tamged, der kan føre sine aner tilbage til de første domesticerede geder i Levanten omkring år 8000 f.Kr.
Da kri-krien er et vigtigt symbol for Kreta anses den dog som bevaringsværdig i sig selv, selvom der ikke er tale om en egentlig underart.